# Ломовские ворота
Ломовские ворота — бывшие парадные въездные ворота в усадьбу главы города Ивана Васильевича Ливенцева. Памятник архитектуры середины XVIII века в Туле, объект культурного наследия федерального уровня. Адрес — улица Революции, 2/1 (со стороны Денисовского переулка).

## Описание
Особняк, принадлежавший сначала Демидовым, а затем купцам Ливенцевым, и парадные въездные ворота в их усадьбу были построены в конце 1750-х — 1760-х годов в стиле позднего барокко. К 1812 году усадьба перешла к семейству купца Василия Ломова, поэтому и переулок, и ворота нередко называли Ломовскими, по их фамилии. Авторство ворот приписывали Франческо Бартоломео Растрелли. Более поздние исследования приводят к выводу что ворота — это провинциальное следование архитектурным формам русского барокко, автором которого был Растрелли.
Ворота состоят из трёх арок над которыми расположены пышные фронтоны. Они были построены из кирпича, затем оштукатурены и украшены на парапете каменными вазами. Из трёх арочных пролётов два боковых служили калитками. Средняя арка была предназначена для проезда экипажей. Под капителями расположены украшения в виде излюбленных Растрелли завитков. Над арками помещена сетка обрамлённая розами чередующими с орнаментами. Богатый карниз, вазы и фронтон выполнены из известняка.

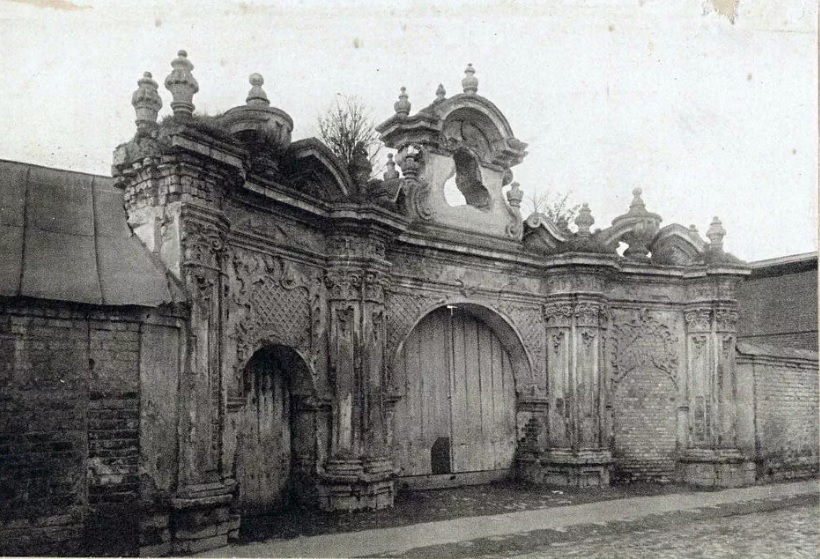
Ворота в начале XX века

После постройки здания Тульской городской думы в начале XX века, особняк Ливенцевых оказался во дворе этого нового здания, и со временем стал использоваться как склад, а ворота, за ненадобностью, были заколочены. Юрий и Зинаида Шамурины в книге «Калуга. Тверь. Тула. Торжок» (1913) пишут о ломовских воротах: «Красивые арки забиты, правда, серыми досками, но сохранились ещё причудливые линии барокко, вьющие камень, как воск, превращающие его в ювелирное изделие, покрытое сетью рокайлей. Громадное мастерство, обнаруживающее руку Растрелли, чувствуется в этом порастающем травой и деревцами художественном обломке. В каждой линии, в каждом капризном завитке виден большой мастер, тонкий изощренный художник».
В 1939 году тульский архитектор Иван Порфирьевич Грызлов разработал проект реконструкции ворот, предусматривавший восстановление всех утерянных и поврежденных каменных элементов и воссоздание металлических решеток. Однако исполком Тульского горсовета постоянно откладывал реализацию проекта, а окончательно от него отказались с началом Великой Отечественной войны. В 1954 году Центральная проектно-реставрационная мастерская Академии архитектуры СССР разработала новый проект реставрации ворот, которые к тому времени были погруженные на один метр в грунт и имели сильный крен. Проект, предполагающий поднять ворота на существующий уровень поверхности гидравлическими домкратами и восстановить утраченные архитектурные детали, также был не реализован. В конце 1960-х годов разработкой нового проекта реставрации занимался Алексей Васильевич Воробьёв. Эти работы он не закончил, но по его проекту были изготовлены белокаменные резные декоративные детали ворот, которые так и не были установлены.
В 2000-е годы из-за сильного крена, ворота подперли металлическими балками и укрепили рельсовыми стяжками. В 2015 году инспекция Тульской области по государственной охране объектов культурного наследия выдала разрешение на проектирование работ по реконструкции, которая не состоялась из-за пандемии коронавируса. В ноябре 2023 года начальник инспекции Тульской области по государственной охране объектов культурного наследия Дмитрий Бойченко рассказал, что 21 мая 2021 года правообладателю объекта культурного наследия было предписано отреставрировать каменные ворота соответствии с проектной документацией, однако это предписание не было выполнено, поэтому инспекция объявила ему предостережение о недопустимости нарушения обязательных требований.